# Gary Francis Poste
Gary Francis Poste (Potsdam, Nueva York; 8 de noviembre de 1937 - Stockton, California; 23 de agosto de 2018) fue un pintor estadounidense. En 2021, un grupo de investigadores como los Case Breakers, formado por ex oficiales de policía, analistas forenses e investigadores militares retirados, dijeron públicamente que habían identificado a Poste como sospechoso de ser el Asesino del Zodiaco. Tras estas consideraciones, el FBI declaró que el caso continuaba «abierto y en curso».

## Primeros años
Poste nació en noviembre de 1937, en la ciudad de Potsdam, en el estado de Nueva York, hijo de Glenn Poste y Elva Marie Robinson Poste. Tuvo dos hermanos.
Muy joven, Poste se alistó en la Fuerza Aérea de los Estados Unidos.

## Vida personal
Poste se casó con una mujer llamada Mary en algún momento de la década de 1970. Tuvieron un hijo y residió con su familia en Sonora (California).
Cuando Poste tenía 20 años, sufrió un accidente de coche. Por aquel entonces trabajaba en una estación de radar de las Fuerzas Aéreas cerca de Rockville (Indiana). Sucedió cuando viajaba como pasajero en un Jeep que se estrelló contra el muro de un túnel ferroviario, lo que provocó la muerte del conductor.
La frente de Poste presentaba importantes cicatrices, resultado de las graves lesiones craneales y cerebrales que sufrió. Posteriormente, tuvo que someterse a la extracción de todos los dientes de la boca.

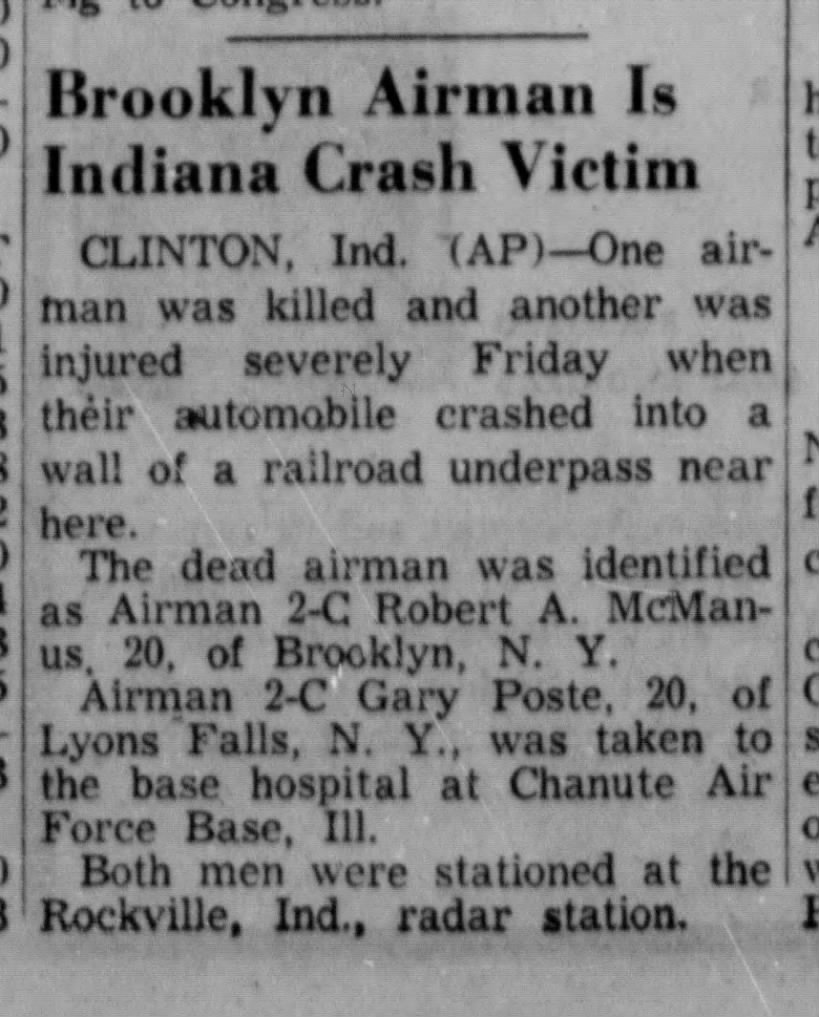
Diario del accidente.

Tras la recuperación, Poste fue enviado a una estación de radar en Groenlandia, conocida por algunos como una de las bases «más solitarias y aisladas» del mundo.
Poste supuestamente instruyó a un grupo de jóvenes sobre el proceso de transformación de bombas de tubo en artefactos explosivos destinados a la demolición de viviendas.
En 2016, Poste fue detenido por violencia doméstica. El arresto se produjo después de que supuestamente empujara a su esposa por las escaleras. Fue ingresado en la cárcel del Condado de Tuolumne y acusado del delito. Más tarde se determinó que Poste no estaba mentalmente capacitado para ser juzgado por el delito y fue ingresado en el Hospital Estatal de California.

## Muerte
Poste murió el 23 de agosto de 2018. Según su certificado de defunción, su fallecimiento se atribuyó a sepsis, shock séptico, disfagia y demencia vascular. Fue incinerado y sus cenizas esparcidas en las montañas.
Antes de su muerte, había regalado sus armas, componentes de pistola, pólvora, balas y más de mil casquillos de diversos calibres, a sus individuos «favoritos».

## Sospechoso de ser el Asesino del Zodíaco
En octubre de 2021, el grupo de investigación Case Breakers afirmó que, después de años de investigación, finalmente habían descubierto la identidad del Asesino del Zodíaco, cercando sobre Gary Francis Poste la autoría de los asesinatos que tuvieron lugar en California. Entre las nuevas evidencias forenses se incluyeron una foto del cuarto oscuro de Poste, donde se podía ver una cicatriz en su frente, coincidente con el retrato robot del famoso asesino dibujado por la policía en 1969.
Otras pistas incluían cartas desclasificadas del asesino que revelarían que Poste era el autor, según dijo a Fox News la exagente de contrainteligencia del ejército estadounidense Jen Bucholtza.
En una nota, se eliminaron las letras del nombre completo de la publicación para mostrar otro mensaje. «Así que tienes que saber el nombre completo de Gary para encontrar estos anagramas», explicó Bucholtz, y agregó: «No creo que nadie haya descubierto otra forma».
Tiempo después, el FBI confiscó toda la investigación al respecto y optaron por desecharla. Ante la negativa de tomar las pruebas y la investigación, estos acusaron a la organización gubernamental de negligencia y encubrimiento, y ante la presión surgida, finalmente el FBI optó por tomar la investigación y pruebas de Case Breakers e incluirla en la suya. 
De la misma forma, compararon una muestra de ADN de Gary Poste en anterior posesión de Case Breakers con los restos de cabello encontrados en la mano de Cheri Jo Bates, considerada una de las primeras víctimas en la carrera criminal del asesino, encontrando así una conexión sólida entre Gary Poste y al menos cinco de las víctimas originales del asesino del zodíaco.
A pesar de estas acciones de la agencia federal, Tom Colbert, portavoz y líder de la organización afirmó que la investigación estaba cerrada en torno a Poste al 95 %, a falta tan sólo de una muestra de ADN que debía compartir la policía sobre un caso de 1966.